# علاءالدین (شخصیت دیزنی)
علاءالدین (به انگلیسی: Aladdin) یک شخصیت داستانی و قهرمان سی و یکمین فیلم انیمیشن بلند والت دیزنی پیکچرز علاءالدین (۱۹۹۲) است و از شخصیتی با همین نام خودش و شخصیت اصلی در یک داستان عامیانه از کتاب هزار و یک شب به نوشته شهرزاد نویسنده ی ایرانیست که از مبدأ خاورمیانه یا سرزمین باستانی ایران به‌نام علاءالدین و چراغ جادو الهام گرفته شده‌است. داستان یک بچه دزد خیابانی است که بعدها پیشکار چهل دزد می‌شود و بعدها خودش یک دزد چیره دست و با سابقه می‌شود که با آشنایی با علی بابا و دختری به نام یاسمن که نام این دختر برگرفته از گلیست که در ایران و خاورمیانه و ترکیه میروید که در ترکیه به یاسمین شهرت دارد ! با تجربیات سفرها و اتفاقات ماورایی و دیدار و مبارزه با موجودات افسانه ای به رشد درونی میرسد و به شخصیتی پاک و انسانی تبدیل می‌شود . صداپیشگی او بر عهده بازیگر آمریکایی اسکات وینگر و صدای خوانندگی او بر عهده برد کین قرار داده شده‌است. او همچنین در دو دنباله بازگشت جعفر (۱۹۹۴) و علاءالدین و شاه دزدان (۱۹۹۶) و همچنین مجموعه تلویزیونی پویانمایی علاءالدین که بر اساس فیلم ۱۹۹۲ ساخته شده بود هم حضور یافت و به نمایش درآمد. مینا مسعود یک نسخه لایواکشن از این شخصیت را در یک اقتباس زنده در سال ۲۰۱۹ از فیلم ۱۹۹۲ بازی کرد. او همچنین در اقتباس لایو اکشن علاءالدین ۲ که قرار است در ۲۰۲۳ یا ۲۰۲۴ منتشر شود، در این نقش ظاهر خواهد شد.
وقتی علاءالدین در ابتدا معرفی شد، هجده سال داشت. او هرگز تحصیلاتی رسمی دریافت نکرد و به جای تحصیل فقط با زندگی در خیابان‌های آگرابا چیزهای خاصی را یادگرفت. او چون پول و شغلی نداشت برای زنده ماندن و گرسنه نبودن باید در بازار آگرابا غذا می‌دزدید. زمانی که علاءالدین تنها یک نوزاد بود، پدرش، قاسم، او و مادرش را ترک کرد تا زندگی بهتری برای خانواده‌اش بیابد که هرگز تا زمانی که علاءالدین او را پیدا نکرد برنگشت و در این بین مادر علاءالدین درگذشت.

## توسعه
یکی از اولین مسائل مهمی که پویانمایان در طول ساخت فیلم علاءالدین با آن درگیر و مواجه شدند، به تصویر کشیدن خود شخصیت اصلی فیلم؛ علاءالدین بود.
در طراحی‌های اولیه با او بازی می‌کردیم که کوچکتر بود و او یک مادر در داستان داشت. … در طراحی او ظاهری ورزشکارتر و پرشورتر داشت و مرد جوان پیشروتری بود، قبل از این به یک نسخه نوجوان تبدیل شده‌بود. او در ابتدا قرار بود ۱۳ سال سن داشته باشد، اما در نهایت به ۱۸ تغییر کرد.— کارگردان و تهیه‌کننده فیلم علاءالدین، جان ماسکر، 
پویانمای ناظر گلن کین، بخش‌هایی از آیدول‌های نوجوان و بازیگران سینما را برای ساختن هیکل علاءالدین استفاده کرد. الهام‌بخش اصلی ظاهر علاءالدین در ابتدا مایکل جی. فاکس در بازگشت به آینده بود، اما بعداً به تام کروز تغییر کرد. گلن کین حرکت شلوار گشاد علاءالدین را از رپر ام‌سی همر الهام گرفت. برخی گفته‌اند این الهام گرفتن شخصیت او را تقریباً برای صحنه فیلم بسیار امروزی می‌کند.

## مشخصات
علاءالدین با چشمان درشت مانند دیگر قهرمانان دیزنی برای نشان دادن معصومیت کشیده شده بود. خطوط بدن علاءالدین نسبت به بقیه قهرمانان دیزنی آزادتر و گردتر هستند. او شبیه به یک جوان ۱۸ ساله امروزی است، به جزء کمد لباسش که برعکس یک جوان ۱۸ ساله امروزیست. در فیلم، او را بیشتر موش خیابانی صدا می‌زنند.
علاءالدین به عنوان فردی زودباور و در نهایت فردی دلسوز به تصویر کشیده شده‌است. مانند بسیاری از قهرمانان مرد دیزنی، او یک مرد جوان قهرمان است که به دنبال جلب مهربانی بسیاری از شخصیت‌های دیگر است که نشان دهنده ناامن بودن اوست. او چیز بالاتری از دروغ گفتن و دزدی نیست، هرچند هرگز با نیت بد نبوده و نیست، اما برای زنده ماندن است. بزرگترین تفاوتش با بقیه قهرمانان جوان دیزنی این است که برخلاف بیشترشان، او به جای یک شخصیت غیرفعال، یک عملگر است.
به‌عنوان یک ولگرد خیابانی، او کلاه فینه قرمز بر سر دارد و جلیقه بنفش و شلوار گشاد (با یک برچسب که قسمت سوراخ‌شده شلوار را می‌پوشاند) می‌پوشد و پابرهنه راه می‌رود و کفشی ندارد. او حتی پس از نامزدی با جاسمین در مجموعه تلویزیونی پویانمایی نیز این ظاهر را حفظ کرده‌است.

## ظواهر

### علاءالدین
در فیلم اول، موش خیابانی یا همان علاءالدین دختری را در بازار ملاقات می‌کند. وی در نگاه اول عمیقاً عاشق او می‌شود، اما زمانی که آن‌ها در حال صحبت کردن هستند نگهبانان وارد می‌شوند تا او را دستگیر کنند و دچار مشکلاتی می‌شود. زمانی که نگهبانان در حال بردنش به زندان هستند آن دختر فاش می‌کند که در واقع شاهدخت جاسمین است. علی‌رغم تلاش‌های جاسمین برای درخواست از نگهبانان برای آزاد کردن علاءالدین، آن‌ها به او می‌گویند که ابتدا باید با جعفر که وزیر است و این دستور را داده صحبت کند تا او را آزاد کنند.
علاءالدین در زندان با پیرمردی آشنا می‌شود که در واقع جعفر با لباس مبدل است و از غاری پر از گنج یاد و تعریف می‌کند که برای ورود به آن به علاءالدین نیاز است. پیرمرد یک خروجی مخفی را فاش می‌کند و از آن علاءالدین با او فرار می‌کند و به دنبال او به صحرا می‌رود. جعفر چراغ جادو را برای این می‌خواهد که خودش سلطان آگرابا شود. علاءالدین وارد غار شگفتی‌ها می‌شود، جایی که با فرش جادویی حساسی روبرو می‌شود و به او دستور داده می‌شود که فقط یک چراغ جادو را بردارد. او چراغ جادو را برمی‌دارد، اما یک گوهر غول‌پیکر توسط ابو برداشته می‌شود که باعث فروریختن غار می‌شود. علاءالدین، ابو و فرش جادویی در غار اسیر می‌شوند و چراغ جادو به جعفر نمی‌رسد. ابو چراغ جادو را به علاءالدین می‌رساند و هنگامی که او آن را می‌مالد، جینی که یک موجود آبی غول‌پیکر است ظاهر می‌شود و به علاءالدین می‌گوید که می‌تواند سه آرزویش را برآورده کند. پس از خروج از غار فروریخته با کمک جینی، او تصمیم می‌گیرد که شاهزاده شود تا دل جاسمین را به دست آورد.

### بازگشت جعفر
در اولین دنباله که یک فیلم ویدئویی به نام بازگشت جعفر (۱۹۹۴) است، جاسمین شروع به زیر سؤال بردن عشق خود نسبت به علاءالدین می‌کند و از خود می‌پرسد که آیا او پس از نجات لاگو، طوطی خانگی سابق جعفر که پدرش را شکنجه کرده بود، دروغگو است یا خیر. در همین حال، جعفر توسط یک راهزن از چراغ خود بیرون می‌آید و بلافاصله نقشه خود را علیه علاءالدین می‌کشد.

### علاءالدین (مجموعه تلویزیونی پویانمایی)
یک مجموعه پویانمایی برای شبکه دیزنی و تون دیزنی ساخته شد که از سال ۱۹۹۴ تا ۱۹۹۶ بر اساس فیلم اصلی ۱۹۹۲ پخش شد. مجموعه از پایان بازگشت جعفر شروع شد و علاءالدین هنوز در خیابان‌های آگرابا زندگی می‌کرد و با جاسمین نامزد کرده بود.
در قسمت تلویزیونی گمشده‌ها نشان داده می‌شود که علاءالدین در دوران کودکی دوستی به نام امَل داشته‌است. یکی دیگر از قسمت‌ها نشان می‌دهد که وقتی علاءالدین ۱۶ ساله بود، با گروهی از بازیگران سیرک درگیر شد و در آنجا با میمون خانگی‌اش ابو آشنا شد. ابو یک میمون کوچک قهوه‌ای است.

### علاءالدین و شاه دزدان
در دومین دنباله فیلم ویدئویی و سومین فیلم مجموعه، علاءالدین و شاه دزدان، علاءالدین متوجه می‌شود که پدر گمشده‌اش، قاسم، هنوز زنده است و می‌رود تا او را پیدا کند. قاسم مدت کوتاهی پس از تولد علاءالدین خانواده را ترک کرده بود. مادر علاءالدین در کودکی او درگذشت. در این فیلم سرانجام جاسمین و علاءالدین با هم ازدواج می‌کنند و علاءالدین با پدرش آشتی می‌کند. بازگشت جعفر و علاءالدین و شاه دزدان به ترتیب دیباچه و مؤخره مجموعه تلویزیونی پویانمایی علاءالدین بودند.

### علاءالدین (فیلم ۲۰۱۹)
در فیلم لایو اکشن اقتباس شده از اولین فیلم علاءالدین به همین نام، علاءالدین توسط مینا مسعود به تصویر کشیده شده‌است. داستان را شکل انسانی جینی تعریف می‌کند، او داستانی را برای دو فرزندش در مورد موش خیابانی به نام علاءالدین تعریف می‌کند که عاشق شاهدخت جاسمین می‌شود، با یک موجود آرزومند دوست می‌شود و با جعفر توطئه‌کننده می‌جنگد.

## در رسانه‌های دیگر

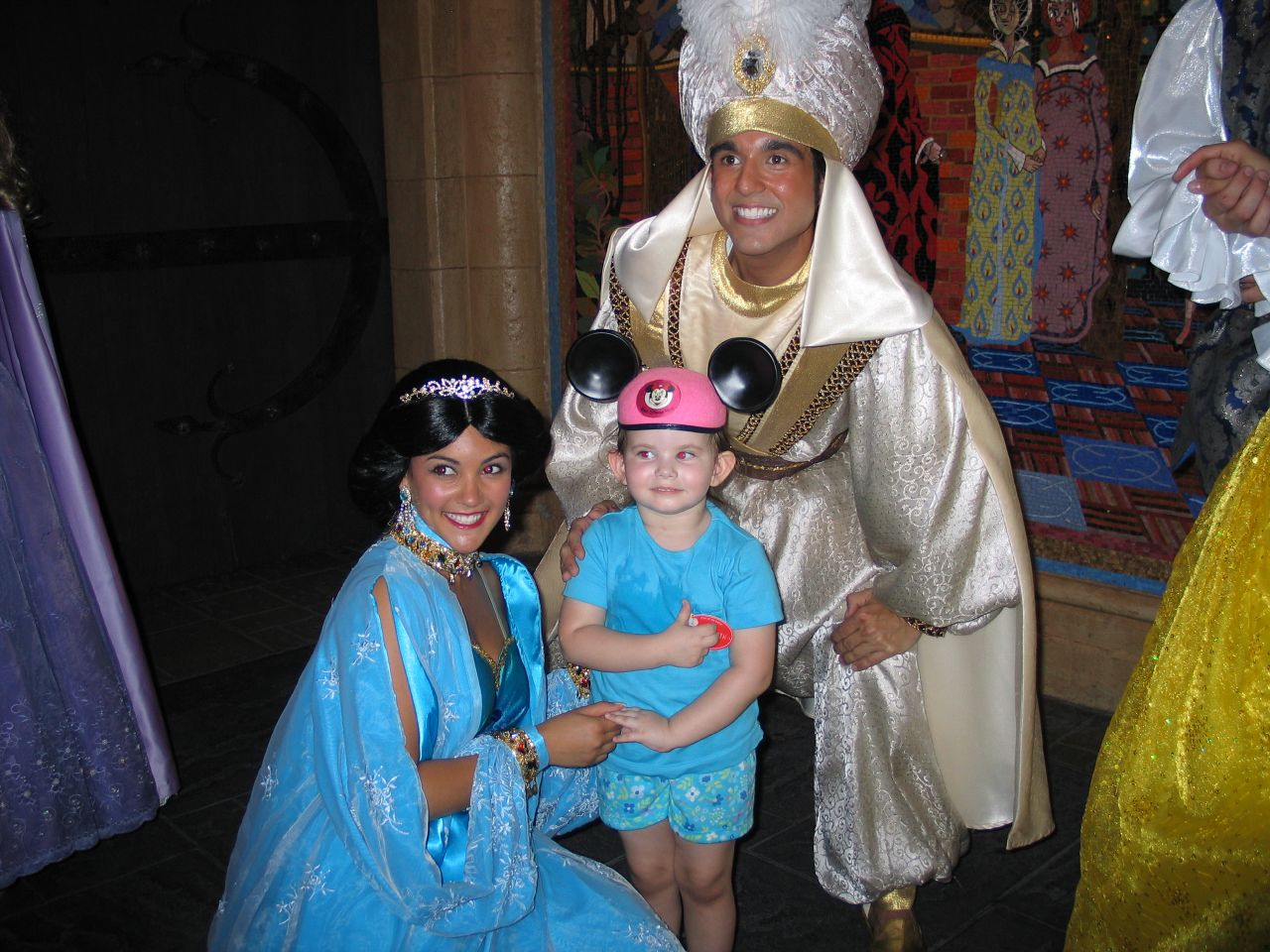
مرد جوان قهرمان است که به دنبال جلب مهربانی بسیاری از شخصیت‌های دیگر است

علاءالدین قبلاً یکی از اعضای فرنچایز ماجراجویان دیزنی بود که تمرکز آن بر روی اکشن فیگور پسران جوانی بود که توسط فروشگاه دیزنی از سال ۱۹۹۹ تا ۲۰۰۴ فروخته می‌شدند، که کالاهای مختلف، از جمله اسباب‌بازی‌ها را می‌فروخت.
هرکول و شب عربی پس از پایان علاءالدین و شاه دزدان اتفاق می‌افتد که جاسمین خود را متأهل معرفی می‌کند.
او به عنوان مهمان در خانه موش، کریسمس جادویی میکی: در خانه موش برف می‌بارد و خانه اشرار میکی حضور دارد.
علاءالدین در بازی‌های ویدئویی مختلف از جمله نسخه‌های بازی فیلم ظاهر شده‌است. علاءالدین همچنین در مجموعه بازی‌های کینگدم هارتس ظاهر شده‌است. در تمام حضورهایش در مجموعه، او یک شخصیت قابل بازی است و می‌تواند به مهمانی بازیکن اضافه شود. او از شمشیر به عنوان سلاح اصلی خود استفاده می‌کند و می‌تواند از ابو در حل پازل هنگامی که او یک عضو فعال مهمانی است استفاده کند. در اولین بازی، شاهدخت جاسمین توسط جعفر و مالیفیسنت ربوده می‌شود و علاءالدین با سورا متحد می‌شود تا او را نجات دهد. در کینگدم هارتس ۲، علاءالدین پس از اینکه جینی برای دیدن دنیاهای دیگر رفت، به دلیل تنهایی‌اش افسردگی عمیقی را تجربه می‌کند و وقتی جینی برمی‌گردد همه چیز خوب می‌شود.
علاءالدین در بازی نینتندو ۳دی‌اس دنیای جادویی دیزنی ظاهر می‌شود. آگرابا یکی از چهار دنیای فیلمی است که بازیکن به آن دسترسی دارد و شخصیت‌های متعددی از فیلم در بازی ظاهر می‌شوند. بازیکن همچنین می‌تواند تعدادی آیتم و لباس با تم علاءالدین جمع‌آوری کند.
علاءالدین یک شخصیت قابل بازی در دیزنی اینفینیتی: ابرقهرمانان مارول از طریق محتوای قابل دانلود (دی‌ال‌سی) است.
علاءالدین همچنین در دیزنی پارکس به عنوان یک شخصیت ملاقات پذیر ظاهر می‌شود. او شخصیتی است که اغلب دیده می‌شود و اغلب همراه با جاسمین و گاهی همراه با جینی است. اگرچه او در فیلم پابرهنه راه می‌رود، اما همراه با لباس موش خیابانی‌اش کفش بدون پاشنه از جنس چرم نرم می‌پوشد. علاءالدین و شخصیت‌های همکارش بیشتر در سرزمین ماجراجویی یافت می‌شوند. علاءالدین، جاسمین، فرش جادویی، ابو و جینی در نسخه دیزنی‌لند هنگ کنگ، دنیای کوچکی است، ظاهر می‌شوند.
در اقتباس موزیکال برادوی، بازیگر نقش علاءالدین آدام جیکوبز بود.
به علاءالدین در قسمتی از مجموعه کوتاه ترسناک فراطبیعی منتشر شده در ۲۰۲۱، با نام مراسم نیمه‌شب اشاره شده‌است.